# Mondo profondo
Mondo profondo is een studioalbum van Karda Estra. Het is opgenomen in Wilemans eigen geluidsstudio Twenty First in de jaren 2011 tot en met 2013. Het album werd op het eigen platenlabel uitgebracht, gecombineerd met New worlds uit 2011. Mondo profondo is na New worlds het tweede album waarbij Wileman meer samenwerkte met derden om tot een album te komen.

## Musici
- Richard Wileman – alle muziekinstrumenten

Met
- Helen Dearnley – viool (tracks 1, 3, 5)
- Zoë Josey – dwarsfluit, sopraansaxofoon, altsaxofoon, tenorsaxofoon (track 1, 3)
- Caron Hansford – hobo, althobo (track 1, 3)
- Matt Baber – toetsinstrumenten, synthesizerpercussie (track 2)
- Ileesha Bailey – zang (track 2, 4)
- Amy Hedges – klarinet (track 2, 4, 5)
- Mike Ostime – trompet (track 2 )
- Mohadev – gitaar, toetsinstrumenten (track 4)
- Benjamin DeGain – vibrafoon, percussie (track 4)
- Stu Rowe – gitaar, basgitaar, toetsinstrumenten, drumstel (track 4)
- Kavus Torabi – gitaar (track 4)
- Phil Mercy – toetsinstrumenten, gitaar, drums (track 4)
- Marco Bernard – basgitaar (track 4)

## Muziek
| Nr. | Titel                                                    | gebaseerd op                     | Duur |
| --- | -------------------------------------------------------- | -------------------------------- | ---- |
| 1.  | On those cloudy days (Wileman)                           | I am legend van Richard Matheson | 6:12 |
| 2.  | Mondo profondo I (Wileman, Baber)                        | muziek van David Axelrod         | 5:36 |
| 3.  | The happy breed (Wileman)                                | The happy Breed van John Sladek  | 5:16 |
| 4.  | Mondo profondo II (Wileman, DeGain, Rowe, Torabi, Mercy) |                                  | 8:42 |
| 5.  | The haunter of the dark (Wileman)                        | verhaal van H.P. Lovecraft       | 6:12 |
| 6.  | Mondo profondo III (Wileman)                             |                                  | 4:09 |